# 6277 Siok
6277 Siok è un asteroide della fascia principale. Scoperto nel 1949, presenta un'orbita caratterizzata da un semiasse maggiore pari a 2,2141574 UA e da un'eccentricità di 0,1964241, inclinata di 6,68696° rispetto all'eclittica.
L'asteroide è dedicato agli astrofili statunitensi Steve e Kathy Siok. 